# Légéville-et-Bonfays
Légéville-et-Bonfays è un comune francese di 55 abitanti situato nel dipartimento dei Vosgi nella regione del Grand Est.

## Società

### Evoluzione demografica
Abitanti censiti